# Personnages de Duke Nukem 3D

Dans Duke Nukem 3D, les personnages, et plus particulièrement les antagonistes sont fréquents. Tous les autres, excepté Duke, sont neutres et n’interviennent pas pour le protagoniste principal ni pour les envahisseurs.

## Terriens

### Protagoniste de l’histoire
- Duke Nukem : le protagoniste principal (qui porte le nom du jeu). Il a tendance à être plutôt virulent, en soif d'adrénaline et extrêmement impulsif : il refuse souvent qu'on lui bloque le passage ou en sort un commentaire. Certaines actions sont même tellement inhumaines qu'on pourrait le considérer comme un antihéros, bien que son but soit de sauver l'humanité. Mais il sait aussi faire preuve de courage et d'aide aux humains quand il le veut et que la situation semble désespérée. Ayant le courage de sauver les femmes humaines, il peut néanmoins les tuer.

### Autres (n'intervenant pas dans l’action)
- strip-teaseuses : dans L.A. Metdown, Duke peut croiser des strip-teaseuses, en action ou enfermées. On les voit aussi dans certains niveaux secondaires. Duke peut également interagir avec elles en leur offrant un billet en échange qu’elle se dénude temporairement.
- Le général Graves : dans la courte introduction de The Birth, le général Graves est introduit dans la mythologie de la série en exposant la situation catastrophique en une vidéo à Duke. On le reconnaît grâce à ses insignes.
- Le chien Scrappy-Due : présent dans Duke Burger, ce chien est une parodie de Scooby-Doo. C'est le seul animal vivant présent dans le jeu. À ne pas confondre avec les faux présents dans le niveau Babe Land où les humains ne sont que des représentations.

## Ennemis

### Mutants
Les mutants aliens sont les ennemis les plus fréquents dans le jeu, et parfois hors normes en comparaison de l'équipement du héros. Leurs caractéristiques varient selon l'endroit où se trouve Duke, mais on trouve surtout dans le jeu des extraterrestres de base, moyennement endurants et assez agiles.
- Soldat d'Assaut (Assault Soldier) : appelé ainsi car il est fréquent de le trouver en train d'attendre Duke pour lui tendre une embuscade. Il possède une endurance relativement simple, ce qui fait que c'est un alien facilement éliminable si l'on est armé. Il tire avec des petits mais rapides projectiles lasers, plus ou moins douloureux selon la vitesse, la précision de l’impact, et la nature de l'armure dont bénéficie Duke.

- Capitaine d'Assaut (Assault Captain) : l’équivalent et l'apparence d'un soldat d'assaut, aux différences que ce dernier porte une tunique rouge (par rapport au premier qui n'en a pas), qu'il est plus résistant, et qu'il peut se téléporter à l’insu de Duke pour réapparaître à n'importe quel endroit et lui infliger de lourdes blessures.

- Porcoflic (Pig-Cop) : le Porcoflic dans son appellation la plus fréquente est une sorte de phacochère mutant bipède, plutôt lent, possédant une endurance moyenne (deux coups de fusils pour le tuer de près en général) et une agilité et rapidité moindres (son défaut), mais son coup de fusil intense expose Duke à de très graves blessures ; c'est d'ailleurs là son point fort. Il est assez gros, son grognement typique le fait reconnaître rapidement, il fait énormément de bruit en meute. Il n’est pas présent vivant dans l'épisode Lunar Apocalypse, et on les entend mourir dans le niveau Pigsty de The Birth.

- Vaisseau d'intervention du porcoflic : ce vaisseau volant attaque ses ennemis en tirant des rafales de missiles lasers. On le détruit en tirant deux coups de fusil dessus (soit l’équivalent de l’endurance d'un porcoflic). Néanmoins, l'alien ressort vivant et il faut encore l'achever.

- Véhicule d'intervention du porcoflic : ce véhicule d'intervention peut tirer des missiles lasers et lancer des bombes qui explosent au bout de trois secondes. Il est très résistant (3 coups de lance-flamme ou une dizaine de tirs de fusil à pompe pour le détruire). Le porcoflic peut sortir vivant du véhicule ou se désintégrer selon le tir.

- Enforcer : l'"Enforcer" est un alien qui possède la même endurance que le Porcoflic, mais une autre arme (petite mitraillette), une autre agilité (il fait des bonds de géant et est assez à extrêmement rapide selon les environnements et la volonté à tuer Duke), un autre poids (plus maigre). Il est surtout là pour peut-être remplacer le "Porcoflic" dans Lunar Apocalypse.

- Cervoctuple (Octabrain) : une sorte de "méduse" à gros cerveau, à endurance moyenne (2 à 3 coups de fusils pour le tuer), qui émet des bruits aigus quand elle voit Duke et quand elle tire des bulles affaiblissantes à Duke.

- Protozoaires gélifonges : c'est ce nom bizarre et respectif que l’on doit aux petites bêtes vertes qui, sortant de leurs coquilles rapidement à la vue ou parfois l’entente de Duke, ou bien tout simplement en attente de le voir plus généralement, rampe sur le sol ou parfois sur le plafond s'il n'est pas trop haut ou s'il est respectivement accroché. Il peut infliger des dégâts importants à Duke s'il ne les extermine pas rapidement. Cependant, le protozoaire gélifonge est très facilement éliminable : une seule blessure (coup de pied, arme) l'explose et donc le tue. Parfois (et même fréquemment selon la difficulté), celui-ci laisse un acide résiduel et temporaire qui donne des maux de tête à Duke et affaiblisse sa santé s'il va dessus, même avec les bottes comme équipement.

- Coquille de protozoaire gélifonge : c'est une coquille qui le referme temporairement, le temps de son éclosion. Si le protozoaire ne sort pas de la coquille ou partiellement alors que Duke explose la coquille, celle-ci (et le protozoaire) meurent. Elles ne sont pas à exterminer obligatoirement pour tuer l'alien, bien qu'elles peuvent renfermer des armes ou la clé de la progression.

- Commandant d'assaut : énorme alien, il est très dangereux à cause de son orifice extérieur qui projette des roquettes à Duke et si celui-ci n'est pas ou pas assez protégé (près d'un mur, mal armé, entouré d'autres aliens ou à cause d'une embuscade réunissant plusieurs extraterrestres, etc.) ; il peut aussi littéralement "couper" Duke en faisant un brut aigu, traverser certains barreaux assez lentement mais facilement une fois fait grâce à sa lame coupante de métal, et enfin voler.

- Battlelord : c'est un énorme extraterrestre, capable de jeter des bombes, de tirer à la mitraillette lourde et est très endurant. Mais heureusement il n’est pas très habile, il marche lentement, mais il peut de loin infliger des blessures conséquentes à Duke.

- Drone protecteur : ce nouvel alien peut être aperçu dans le niveau The Birth, à compter à partir de la fin du niveau un It's Impossible. Il possède à peu près la même endurance que le capitaine d'assaut, il est marron foncé, trois yeux rouges, une mâchoire remplie de très longues dents, son corps est maigre, il possède des nageoires sur le dos et une sur la tête. Il attaque Duke à coups de griffes ou le rétrécit afin de pouvoir l'écraser avec un rayon laser fort ressemblant à celui du Shrinker.

### Autres ennemis
- Requins : agressifs car affamés, ils ont probablement passé un pacte avec les extraterrestres pour dévorer Duke. Ils ont une endurance faible (équivalente à celle d'un demi soldat d'assaut), une habilité moindre à mordre et s'enfuient chaque fois qu'on les blesse.

- Tourelles : ces petits robots-tourelles, fabriqués par les antagonistes, sont implantés sur le sol et tirent en rafales des missiles lasers sur Duke. Ils ont une habilité moyenne ainsi qu'une endurance simple. Néanmoins, certains tirent lentement, d'autres plus rapidement et précisément. De près, ils ont du mal à atteindre Duke s'ils sont implantés juste au-dessus de lui[1].